# Колібрі-німфа гірський
Колі́брі-ні́мфа гірський (Oreonympha nobilis) — вид серпокрильцеподібних птахів родини колібрієвих (Trochilidae). Ендемік Перу. Це єдиний представник монотипового роду Гірський колібрі-німфа (Oreonympha).

## Опис

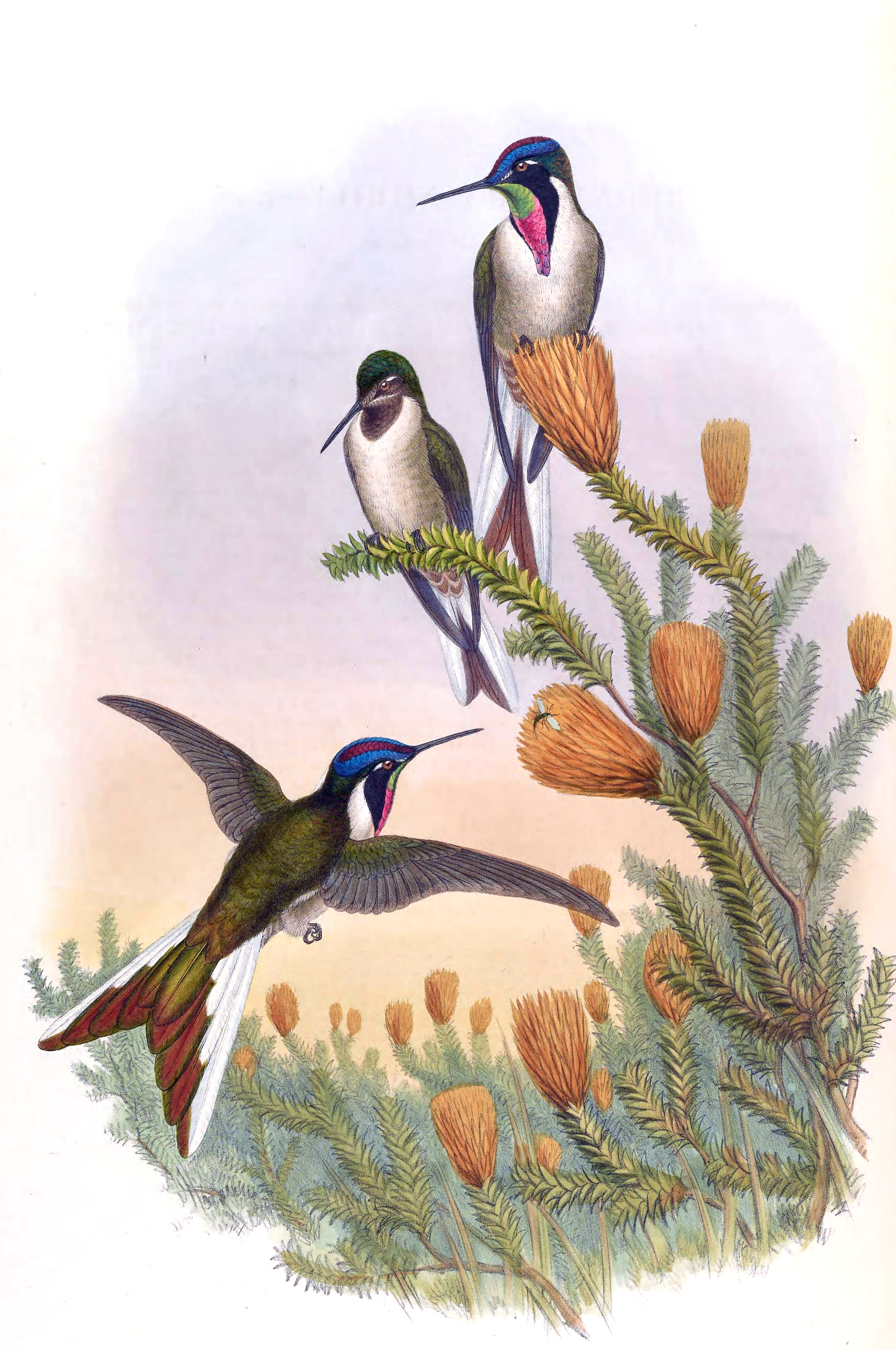
Гірські колібрі-німфи

Довжина птаха становить 14-16,5 см, ваша 7-9 г. У самців номінативного підвиду верхня частина голови темно-фіолетово-синя, розділена вертикальною темною смугою, яка іде від дзьоба. Голова бронзово-чорна, відділена від бронзової або бронзово-коричневої верхньої частини тіла білою смугою. Підборіддя і верхня частина горла смарагдово-зелені, нижня частина горла фіолетово-синя, щоки бронзово-чорні. Хвіст довгий, глибоко роздвоєний, бронзовий, з боків білий. Нижня частина тіла біла, боки буруваті, нижні покривні пера хвоста бронзово-коричневі. Дзьоб чорний, прямий, довжиною 23 мм.
Самиці мають подібне забарвлення, однак нижня частина тіла у них більш темна, горло переважно білувате, а хвіст менш глибоко роздвоєний. Забарвлення молодих птахів є подібне до забарвлення самиць, однак більш тьмяне, тім'я у них зелене, поцятковане лускоподібним візерунком, горло коричнювате, дзьоб знизу жовтуватий. У самців підвиду O. n. albolimbata тім'я з боків окаймлене білими смугами, а хвіст більш мідний. У самиць цього підвиду білі смуги продовжуються далі від дзьоба до горла.

## Підвиди
Виділяють два підвиди:
- O. n. albolimbata Berlioz, 1938 — Анди на заході центрального Перу, в регіонах Уанавеліка, Аякучо і Апурімак, в долинах річок Мантаро[en], Ріо-Пампас[es] і Ріо-Чалуанка[de];
- O. n. nobilis Gould, 1869 — Анди на півдні центрального Перу, в регіонах Апурімак і Куско, в долині Урубамби і верхній течії Тамбо.

Деякі дослідники виділяють підвид O. n. albolimbata у окремий вид Oreonympha albolimbata.

## Поширення і екологія
Гірські колібрі-німфи живуть в сухих долинах Перуанських Анд, на гірських схилах, порослих чагарниками і рідколіссях, що складають переважно з дерев Schinus, Tecoma і Carica, а також в змішаних лісах Polylepis/Escallonia з густим чагарниковим підліском і в евкаліптових насадженнях. Зустрічаються на висоті від 2500 до 3800 м над рівнем моря.
Гірські колібрі-німфи живляться нектаром квітучих агав, кактусів та інших рослин, зокрема з родів Nicotiana і Eucalyptus, а також дрібними безхребетними. Вони зависають в повітрі над квітками, а також чіплються лапами за квіти, розкриваючи крила. Ймовірно, гірські колібрі-німфи гніздяться в печерах і тріщинах серед скель.